# HD 80606 b
HD 80606 b ist ein Exoplanet, der den gelben Zwergstern HD 80606 alle 111,4 Tage umkreist. Auf Grund seiner Masse wird angenommen, dass es sich um einen Gasplaneten handelt. Da seine Bahn so exzentrisch ist, gehört er zu den exzentrischen Jupitern.

## Entdeckung
Die Entdeckung des Planeten mit Hilfe der Radialgeschwindigkeitsmethode im Jahr 2001 basierte auf Beobachtungen mit dem Echelle-Spektrograph ELODIE am 1,93-m-Teleskop des Observatoire de Haute-Provence.

## Umlauf und Masse
Das Sternsystem HD 80606 befindet sich in einer Entfernung von etwas über 200 Lichtjahren von der Erde. Der Planet umkreist seinen Stern in einer mittleren Entfernung von ca. 0,45 AE bei einer Exzentrizität von 0,93 und einer Umlaufdauer von 111,4 Tagen.  Die Beobachtung eines kurzzeitigen Minimums in einer Nahinfrarotlichtkurve von HD 80606 wird als Bedeckung des Planeten durch den Stern interpretiert und ermöglicht die Bestimmung der Bahnneigung zu i≈90°, d. h. die Erde befindet sich recht genau in der Bahnebene von HD 80606 b. Der Planet hat eine Masse von ca. 4 Jupitermassen und sein Radius ist ähnlich zu dem von Jupiter, womit er eine höhere Dichte als dieser aufweist.

## Klima

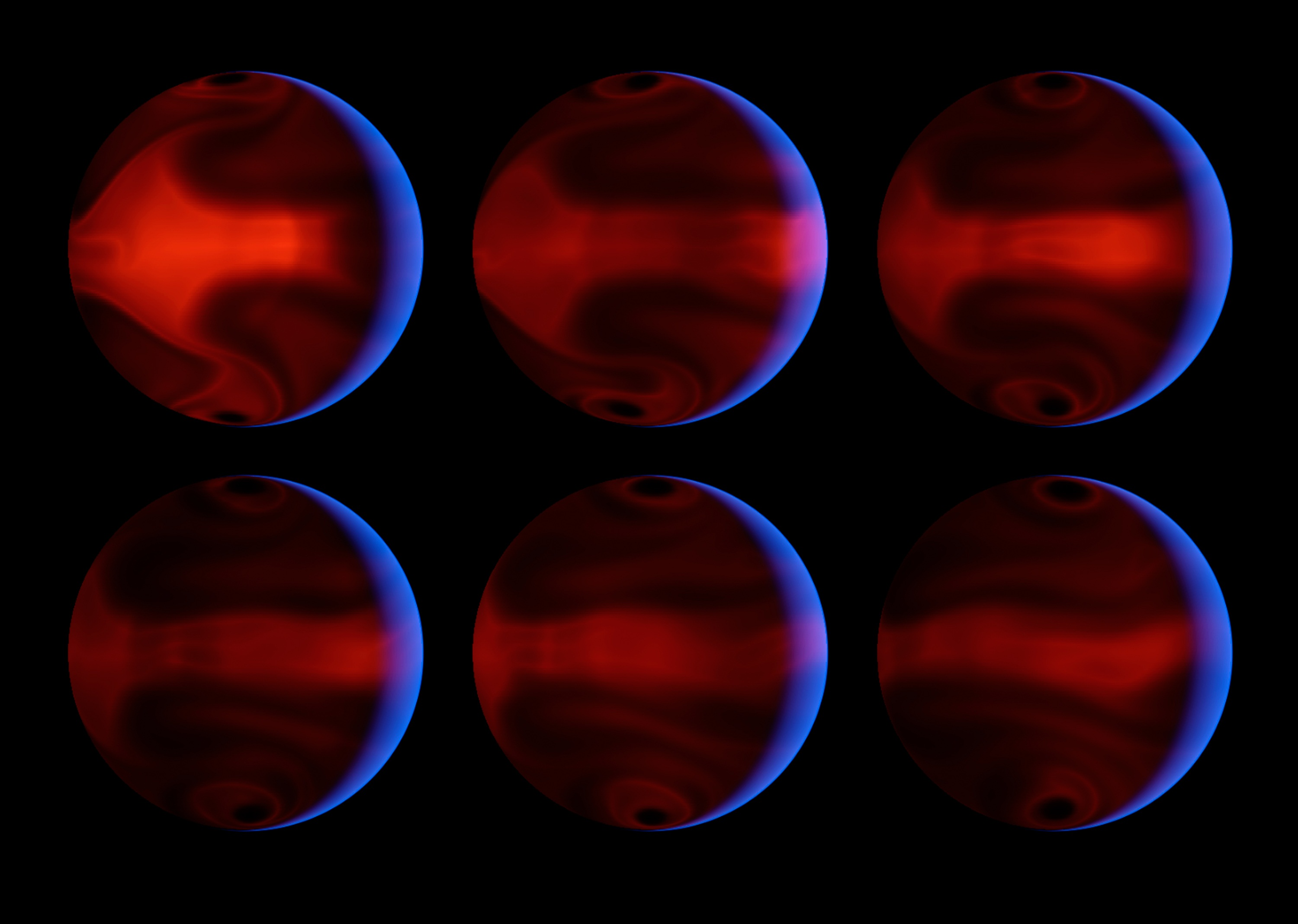
Computersimulation der im Periastron auf der Nachtseite des Exoplaneten abgegebenen Wärmestrahlung

Aufgrund der hohen Bahnexzentrizität schwankt die Entfernung des Planeten vom Stern zwischen 130 Millionen Kilometer im Apastron und 5 Millionen Kilometer im Periastron. Die mittlere Temperatur wird zu 700 K (430 °C) abgeschätzt. Während des Periastrondurchgangs empfängt der Planet allerdings einen Strahlungsfluss, der über 800 mal so groß ist wie im Apastron und zu einer kurzfristigen starken Aufheizung des Planeten führt. Beobachtungen im nahinfraroten Spektralbereich mit dem Weltraumteleskop Spitzer ermöglichten es im November 2007, den Temperaturverlauf während eines Periastrondurchganges direkt zu messen. Dabei wurde ein rapider Temperaturanstieg von etwa 800 K auf 1500 K innerhalb von sechs Stunden beobachtet. Die Atmosphäre von HD 80606 b reagiert damit deutlich schneller auf Änderungen im Strahlungsfluss als es die irdische Atmosphäre tun würde (die Zeitskala für die Stratosphäre beträgt etwa drei bis fünf Tage). Atmosphärenmodellen zufolge führt die Aufheizung der sternzugewandten Seite des Planeten zur Ausbildung von Stoßwellen und extrem starken Winden, deren Spitzengeschwindigkeiten mit bis zu 18.000 km/h angenommen werden.